# Copa Panamericana de Voleibol Femenino de 2015
La Copa Panamericana de Voleibol Femenino de 2015 fue la XIV edición del torneo de selecciones femeninas de voleibol pertenecientes a la NORCECA y a la Confederación Sudamericana de Voleibol (CSV). Se llevó a cabo del 13 al 21 de junio de 2015 en el Perú, que fue anunciado como sede el 20 de enero de 2015, y fue organizado por la Federación Peruana de Voleibol bajo la supervisión de la Unión Panamericana de Voleibol.

## Sedes
| LimaEl Callao | Lima                          |
| ------------- | ----------------------------- |
| LimaEl Callao | Coliseo Eduardo Dibós         |
| LimaEl Callao | Capacidad: 6000               |
| LimaEl Callao |                               |
| LimaEl Callao | El Callao                     |
| LimaEl Callao | Coliseo Almirante Miguel Grau |
| LimaEl Callao | Capacidad: ?                  |
| LimaEl Callao |                               |

## Equipos participantes
Un máximo de 12 selecciones pueden participar en el torneo. Los 12 equipos clasificados son los 8 mejores equipos del ranking Norceca del mes de enero de 2015, los 3 mejores equipos de la CSV y el país anfitrión. En un principio la selección de Trinidad y Tobago estaba clasificada para participar en el torneo pero decidió retirarse, la selección de Uruguay tomó su lugar.
NORCECA (Confederación del Norte, Centroamérica y del Caribe):
- Canadá
- Costa Rica
- Cuba
- Estados Unidos
- México
- Puerto Rico
- República Dominicana

CSV (Confederación Sudamericana de Vóley):
- Argentina
- Brasil
- Colombia
- Perú (local)
- Uruguay

## Formato de competición
El torneo se juega desarrolla dividido en dos fases: fase preliminar y fase final.
En la fase preliminar los 12 equipos participantes se dividen en dos grupos de 6 equipos cada uno, en cada grupo se juega con un sistema de todos contra todos y los equipos son ordenados de acuerdo a los siguientes criterios:
- Mayor número de partidos ganados
- Mayor número de puntos obtenidos, los cuales son otorgados de la siguiente manera:
  - Partido con resultado final 3-0: 5 puntos al ganador y 0 puntos al perdedor.
  - Partido con resultado final 3-1: 4 puntos al ganador y 1 puntos al perdedor.
  - Partido con resultado final 3-2: 3 puntos al ganador y 2 puntos al perdedor.

Si dos o más equipos terminan igualados en puntos se aplican los siguientes criterios de desempate:
- Proporción entre los puntos ganados y los puntos perdidos (Puntos ratio).
- Proporción entre los sets ganados y los sets perdidos (Sets ratio).
- Si el empate persiste entre dos equipos se le da prioridad al equipo que haya ganado el último partido entre los equipos implicados.
- Si el empate persiste entre tres equipos o más se realiza una nueva clasificación solo tomando en cuenta los partidos entre los equipos involucrados.

## Calendario
El calendario de la competición fue presentado el 27 de mayo de 2015.
| Fase            | Jornada   | Fecha               |
| --------------- | --------- | ------------------- |
| Fase preliminar | Jornada 1 | 13 de junio de 2015 |
| Fase preliminar | Jornada 2 | 14 de junio de 2015 |
| Fase preliminar | Jornada 3 | 15 de junio de 2015 |
| Fase preliminar | Jornada 4 | 16 de junio de 2015 |
| Fase preliminar | Jornada 5 | 17 de junio de 2015 |
| Fase final      | Jornada 6 | 19 de junio de 2015 |
| Fase final      | Jornada 7 | 20 de junio de 2015 |
| Fase final      | Jornada 8 | 21 de junio de 2015 |

## Fase preliminar
– Clasificados a las semifinales. 
     – Clasificados a los cuartos de final.
     – Pasan a disputar la clasificación del 5.° al 10 lugar.
     – Pasan a disputar el partido por el 11.° y 12.° lugar.

### Grupo A
- Sede: Coliseo Almirante Miguel Grau, El Callao.

|     |                |     | Partidos | Partidos | Partidos | Sets | Sets | Sets   | Puntos | Puntos | Puntos |
| Pos | Equipo         | Pts | PJ       | PG       | PP       | SG   | SP   | Ratio  | PG     | PP     | Ratio  |
| --- | -------------- | --- | -------- | -------- | -------- | ---- | ---- | ------ | ------ | ------ | ------ |
| 1   | Estados Unidos | 24  | 5        | 5        | 0        | 15   | 1    | 15.000 | 398    | 242    | 1.644  |
| 2   | Argentina      | 15  | 5        | 4        | 1        | 12   | 8    | 1.500  | 435    | 405    | 1.074  |
| 3   | Puerto Rico    | 17  | 5        | 3        | 2        | 11   | 6    | 1.833  | 380    | 342    | 1.111  |
| 4   | Colombia       | 13  | 5        | 2        | 3        | 9    | 9    | 1.000  | 379    | 394    | 0.962  |
| 5   | México         | 6   | 5        | 1        | 4        | 4    | 12   | 0.333  | 325    | 378    | 0.860  |
| 6   | Costa Rica     | 0   | 5        | 0        | 5        | 0    | 15   | 0.000  | 221    | 377    | 0.586  |

| Fecha       | Hora  | Partido        | Partido   | Partido        | Sets  | Sets  | Sets  | Sets  | Sets  | Puntuación total | Reporte |
| Fecha       | Hora  |                | Resultado |                | 1     | 2     | 3     | 4     | 5     | Puntuación total | Reporte |
| ----------- | ----- | -------------- | --------- | -------------- | ----- | ----- | ----- | ----- | ----- | ---------------- | ------- |
| 13 de junio | 15:00 | Argentina      | 3 – 0     | Costa Rica     | 25-14 | 25-14 | 27-25 | -     | -     | 77 – 53          | P2 P3   |
| 13 de junio | 17:00 | México         | 0 – 3     | Colombia       | 20-25 | 21-25 | 20-25 | -     | -     | 61 – 75          | P2 P3   |
| 13 de junio | 19:00 | Estados Unidos | 3 – 0     | Puerto Rico    | 25-22 | 25-12 | 25-18 | -     | -     | 75 – 52          | P2 P3   |
| 14 de junio | 15:00 | Colombia       | 1 – 3     | Estados Unidos | 21-25 | 9-25  | 25-23 | 16-25 | -     | 71 – 98          | P2 P3   |
| 14 de junio | 17:00 | Costa Rica     | 0 – 3     | Puerto Rico    | 9-25  | 14-25 | 10-25 | -     | -     | 33 – 75          | P2 P3   |
| 14 de junio | 19:00 | Argentina      | 3 – 1     | México         | 25-20 | 25-13 | 22-25 | 25-18 | -     | 97 – 76          | P2 P3   |
| 15 de junio | 15:00 | Estados Unidos | 3 – 0     | Costa Rica     | 25-11 | 25-9  | 25-5  | -     | -     | 75 – 25          | P2 P3   |
| 15 de junio | 17:00 | Colombia       | 2 – 3     | Argentina      | 25-20 | 19-25 | 25-20 | 18-25 | 12-15 | 99 – 105         | P2 P3   |
| 15 de junio | 19:00 | Puerto Rico    | 3 – 0     | México         | 25-20 | 26-24 | 25-22 | -     | -     | 76 – 66          | P2 P3   |
| 16 de junio | 15:00 | Costa Rica     | 0 – 3     | Colombia       | 18-25 | 23-25 | 14-25 | -     | -     | 55 – 75          | P2 P3   |
| 16 de junio | 17:00 | México         | 0 – 3     | Estados Unidos | 13-25 | 17-25 | 17-25 | -     | -     | 47 – 75          | P2 P3   |
| 16 de junio | 19:00 | Puerto Rico    | 2 – 3     | Argentina      | 22-25 | 20-25 | 25-22 | 25-22 | 10-15 | 102 – 109        | P2 P3   |
| 17 de junio | 15:00 | México         | 3 – 0     | Costa Rica     | 25-15 | 25-20 | 25-20 | -     | -     | 75 – 55          | P2 P3   |
| 17 de junio | 17:00 | Colombia       | 0 – 3     | Puerto Rico    | 22-25 | 16-25 | 21-25 | -     | -     | 59 – 75          | P2 P3   |
| 17 de junio | 19:00 | Argentina      | 0 – 3     | Estados Unidos | 18-25 | 18-25 | 11-25 | -     | -     | 47 – 75          | P2 P3   |

### Grupo B
- Sede: Coliseo Eduardo Dibós, San Borja.

|     |                      |     | Partidos | Partidos | Partidos | Sets | Sets | Sets  | Puntos | Puntos | Puntos |
| Pos | Equipo               | Pts | PJ       | PG       | PP       | SG   | SP   | Ratio | PG     | PP     | Ratio  |
| --- | -------------------- | --- | -------- | -------- | -------- | ---- | ---- | ----- | ------ | ------ | ------ |
| 1   | República Dominicana | 21  | 5        | 5        | 0        | 15   | 4    | 3.750 | 447    | 357    | 1.252  |
| 2   | Cuba                 | 19  | 5        | 4        | 1        | 13   | 5    | 2.600 | 417    | 367    | 1.136  |
| 3   | Canadá               | 13  | 5        | 3        | 2        | 9    | 8    | 1.125 | 374    | 342    | 1.094  |
| 4   | Brasil               | 16  | 5        | 2        | 3        | 12   | 9    | 1.333 | 449    | 415    | 1.082  |
| 5   | Perú                 | 6   | 5        | 1        | 4        | 4    | 12   | 0.333 | 343    | 357    | 0.961  |
| 6   | Uruguay              | 0   | 5        | 0        | 5        | 0    | 15   | 0.000 | 183    | 375    | 0.488  |

| Fecha       | Hora  | Partido         | Partido   | Partido         | Sets  | Sets  | Sets  | Sets  | Sets  | Puntuación total | Reporte |
| Fecha       | Hora  |                 | Resultado |                 | 1     | 2     | 3     | 4     | 5     | Puntuación total | Reporte |
| ----------- | ----- | --------------- | --------- | --------------- | ----- | ----- | ----- | ----- | ----- | ---------------- | ------- |
| 13 de junio | 14:30 | Rep. Dominicana | 3 – 0     | Uruguay         | 25-10 | 25-14 | 25-8  | -     | -     | 75 – 32          | P2 P3   |
| 13 de junio | 17:00 | Perú            | 0 – 3     | Cuba            | 21-25 | 20-25 | 22-25 | -     | -     | 63 – 75          | P2 P3   |
| 13 de junio | 19:30 | Brasil          | 2 – 3     | Canadá          | 25-15 | 14-25 | 25-15 | 26-28 | 9-15  | 99 – 98          | P2 P3   |
| 14 de junio | 14:00 | Canadá          | 3 – 0     | Uruguay         | 25-16 | 25-9  | 25-13 | -     | -     | 75 – 38          | P2 P3   |
| 14 de junio | 16:30 | Cuba            | 3 – 2     | Brasil          | 25-15 | 25-23 | 20-25 | 22-25 | 16-14 | 108 – 102        | P2 P3   |
| 14 de junio | 19:00 | Perú            | 1 – 3     | Rep. Dominicana | 18-25 | 20-25 | 25-22 | 20-25 | -     | 83 – 97          | P2 P3   |
| 15 de junio | 14:00 | Brasil          | 3 – 0     | Uruguay         | 25-15 | 25-13 | 25-14 | -     | -     | 75 – 42          | P2 P3   |
| 15 de junio | 16:30 | Cuba            | 1 – 3     | Rep. Dominicana | 27-25 | 14-25 | 22-25 | 21-25 | -     | 84 – 100         | P2 P3   |
| 15 de junio | 19:00 | Perú            | 0 – 3     | Canadá          | 18-25 | 21-25 | 15-25 | -     | -     | 54 – 75          | P2 P3   |
| 16 de junio | 14:00 | Cuba            | 3 – 0     | Uruguay         | 25-16 | 25-5  | 25-20 | -     | -     | 75 – 41          | P2 P3   |
| 16 de junio | 16:30 | Rep. Dominicana | 3 – 0     | Canadá          | 25-19 | 25-22 | 26-24 | -     | -     | 76 – 65          | P2 P3   |
| 16 de junio | 19:00 | Perú            | 0 – 3     | Brasil          | 28-30 | 20-25 | 20-25 | -     | -     | 68 – 80          | P2 P3   |
| 17 de junio | 14:00 | Canadá          | 0 – 3     | Cuba            | 21-25 | 20-25 | 20-25 | -     | -     | 61 – 75          | P2 P3   |
| 17 de junio | 16:30 | Rep. Dominicana | 3 – 2     | Brasil          | 16-25 | 18-25 | 25-17 | 25-16 | 15-10 | 99 – 93          | P2 P3   |
| 17 de junio | 19:00 | Perú            | 3 – 0     | Uruguay         | 25-12 | 25-8  | 25-10 | -     | -     | 75 – 30          | P2 P3   |

## Fase final

### Partido 11.° y 12.° lugar
- Sede: Coliseo Almirante Miguel Grau, El Callao.

| Fecha       | Hora  | Partido    | Partido   | Partido | Sets  | Sets  | Sets  | Sets  | Sets | Puntuación total | Reporte |
| Fecha       | Hora  |            | Resultado |         | 1     | 2     | 3     | 4     | 5    | Puntuación total | Reporte |
| ----------- | ----- | ---------- | --------- | ------- | ----- | ----- | ----- | ----- | ---- | ---------------- | ------- |
| 19 de junio | 14:00 | Costa Rica | 3 – 1     | Uruguay | 22-25 | 25-21 | 25-18 | 25-21 | -    | 97 – 85          | P2 P3   |

### Clasificación 5. al 10.° lugar
- Sede: Coliseo Almirante Miguel Grau, El Callao.

|  |                |                |                |  |  | Cuartos de final 5°-10° lugar | Cuartos de final 5°-10° lugar | Cuartos de final 5°-10° lugar |  |  | Semifinales 5°-8° lugar | Semifinales 5°-8° lugar | Semifinales 5°-8° lugar |  |  | 5° y 6° lugar | 5° y 6° lugar | 5° y 6° lugar |
|  |                |                |                |  |  |                               |                               |                               |  |  |                         |                         |                         |  |  |               |               |               |
|  |                |                |                |  |  |                               |                               |                               |  |  | 4A                      | Colombia                | 1                       |  |  |               |               |               |
|  | 9° y 10° lugar | 9° y 10° lugar | 9° y 10° lugar |  |  | 4A                            | Colombia                      | 3                             |  |  | 3B                      | Canadá                  | 3                       |  |  |               |               |               |
|  |                |                |                |  |  | 5B                            | Perú                          | 2                             |  |  |                         |                         |                         |  |  | 3B            | Canadá        | 3             |
|  | 5B             | Perú           | 3              |  |  |                               |                               |                               |  |  |                         |                         |                         |  |  | 3A            | Puerto Rico   | 1             |
|  | 5A             | México         | 2              |  |  |                               |                               |                               |  |  | 4B                      | Brasil                  | 1                       |  |  |               |               |               |
|  |                |                |                |  |  | 4B                            | Brasil                        | 3                             |  |  | 3A                      | Puerto Rico             | 3                       |  |  | 7° y 8° lugar | 7° y 8° lugar | 7° y 8° lugar |
|  |                |                |                |  |  | 5A                            | México                        | 0                             |  |  |                         |                         |                         |  |  |               |               |               |
|  |                |                |                |  |  |                               |                               |                               |  |  |                         |                         |                         |  |  | 4A            | Colombia      | 0             |
|  |                |                |                |  |  |                               |                               |                               |  |  |                         |                         |                         |  |  | 4B            | Brasil        | 3             |

#### Cuartos de final 5. al 10.° lugar
| Fecha       | Hora  | Partido  | Partido   | Partido | Sets  | Sets  | Sets  | Sets  | Sets  | Puntuación total | Reporte |
| Fecha       | Hora  |          | Resultado |         | 1     | 2     | 3     | 4     | 5     | Puntuación total | Reporte |
| ----------- | ----- | -------- | --------- | ------- | ----- | ----- | ----- | ----- | ----- | ---------------- | ------- |
| 19 de junio | 16:30 | Brasil   | 3 – 0     | México  | 25-19 | 25-17 | 25-21 | -     | -     | 75 – 57          | P2 P3   |
| 19 de junio | 19:00 | Colombia | 3 – 2     | Perú    | 19-25 | 23-25 | 25-20 | 25-23 | 15-11 | 107 – 104        | P2 P3   |

#### Semifinales 5. al 8.° lugar
| Fecha       | Hora  | Partido  | Partido   | Partido     | Sets  | Sets  | Sets  | Sets  | Sets | Puntuación total | Reporte |
| Fecha       | Hora  |          | Resultado |             | 1     | 2     | 3     | 4     | 5    | Puntuación total | Reporte |
| ----------- | ----- | -------- | --------- | ----------- | ----- | ----- | ----- | ----- | ---- | ---------------- | ------- |
| 20 de junio | 17:00 | Colombia | 1 – 3     | Canadá      | 20-25 | 25-17 | 19-25 | 9-25  | -    | 73 – 92          | P2 P3   |
| 20 de junio | 19:00 | Brasil   | 1 – 3     | Puerto Rico | 25-19 | 9-25  | 21-25 | 21-25 | -    | 76 – 94          | P2 P3   |

#### Partido 9.° y 10.° lugar
| Fecha       | Hora  | Partido | Partido   | Partido | Sets  | Sets  | Sets  | Sets  | Sets  | Puntuación total | Reporte |
| Fecha       | Hora  |         | Resultado |         | 1     | 2     | 3     | 4     | 5     | Puntuación total | Reporte |
| ----------- | ----- | ------- | --------- | ------- | ----- | ----- | ----- | ----- | ----- | ---------------- | ------- |
| 20 de junio | 17:00 | México  | 2 – 3     | Perú    | 22-25 | 25-18 | 20-25 | 25-18 | 15-17 | 107 – 105        | P2 P3   |

#### Partido 7.° y 8.° lugar
| Fecha       | Hora  | Partido  | Partido   | Partido | Sets  | Sets  | Sets  | Sets | Sets | Puntuación total | Reporte |
| Fecha       | Hora  |          | Resultado |         | 1     | 2     | 3     | 4    | 5    | Puntuación total | Reporte |
| ----------- | ----- | -------- | --------- | ------- | ----- | ----- | ----- | ---- | ---- | ---------------- | ------- |
| 21 de junio | 15:00 | Colombia | 0 – 3     | Brasil  | 22-25 | 23-25 | 15-25 | -    | -    | 60 – 75          | P2 P3   |

#### Partido 5.° y 6.° lugar
| Fecha       | Hora  | Partido | Partido   | Partido     | Sets  | Sets  | Sets  | Sets  | Sets | Puntuación total | Reporte |
| Fecha       | Hora  |         | Resultado |             | 1     | 2     | 3     | 4     | 5    | Puntuación total | Reporte |
| ----------- | ----- | ------- | --------- | ----------- | ----- | ----- | ----- | ----- | ---- | ---------------- | ------- |
| 21 de junio | 17:00 | Canadá  | 3 – 1     | Puerto Rico | 25-21 | 25-23 | 20-25 | 25-23 | -    | 95 – 92          | P2 P3   |

### Clasificación 1. al 4.° lugar
- Sede: Coliseo Eduardo Dibós, San Borja.

|  | Cuartos de final | Cuartos de final | Cuartos de final |                 |   | Semifinales | Semifinales  | Semifinales  |              |      | Final          | Final     | Final |  |
|  |                  |                  |                  |                 |   |             |              |              |              |      |                |           |       |  |
|  |                  |                  |                  |                 |   |             |              |              |              |      |                |           |       |  |
|  |                  |                  |                  |                 |   |             |              |              |              |      |                |           |       |  |
|  |                  |                  |                  |                 |   |             |              |              |              |      |                |           |       |  |
|  |                  |                  |                  |                 |   |             |              |              |              |      |                |           |       |  |
|  |                  | 1A               | Estados Unidos   | 3               |   |             |              |              |              |      |                |           |       |  |
|  |                  |                  |                  | 3               |   |             |              |              |              |      |                |           |       |  |
|  |                  |                  | 2B               | Cuba            | 0 |             |              |              |              |      |                |           |       |  |
|  | 2B               | Cuba             | 2B               | Cuba            | 0 | 3           |              |              |              |      |                |           |       |  |
|  | 2B               | Cuba             |                  |                 |   |             |              |              |              |      |                |           |       |  |
|  | 3A               | Puerto Rico      | 2                |                 |   |             |              |              |              |      |                |           |       |  |
|  | 3A               | Puerto Rico      | 2                |                 |   |             |              |              |              | 1A   | Estados Unidos | 3         |       |  |
|  |                  |                  |                  |                 |   |             |              |              |              | 1A   | Estados Unidos | 3         |       |  |
|  |                  |                  | 1B               | Rep. Dominicana | 0 |             |              |              |              |      |                |           |       |  |
|  |                  |                  | 1B               | Rep. Dominicana | 0 |             |              |              |              |      |                |           |       |  |
|  |                  |                  |                  |                 |   |             |              |              |              |      |                |           |       |  |
|  |                  |                  |                  |                 |   |             |              |              |              |      |                |           |       |  |
|  |                  | 1B               | Rep. Dominicana  | 3               |   |             | Tercer lugar | Tercer lugar | Tercer lugar |      |                |           |       |  |
|  |                  |                  |                  | 3               |   |             | Tercer lugar | Tercer lugar | Tercer lugar |      |                |           |       |  |
|  |                  |                  | 2A               | Argentina       | 1 |             |              |              |              |      |                |           |       |  |
|  | 2A               | Argentina        | 2A               | Argentina       | 1 | 3           |              |              | 2B           | Cuba | 0              |           |       |  |
|  | 2A               | Argentina        |                  |                 |   |             |              |              | 2B           | Cuba | 0              |           |       |  |
|  | 3B               | Canadá           | 1                |                 |   |             |              |              |              |      | 2A             | Argentina | 3     |  |
|  | 3B               | Canadá           | 1                |                 |   |             |              |              |              |      | 2A             | Argentina | 3     |  |
|  |                  |                  |                  |                 |   |             |              |              |              |      |                |           |       |  |

#### Cuartos de final
| Fecha       | Hora  | Partido   | Partido   | Partido     | Sets  | Sets  | Sets  | Sets  | Sets  | Puntuación total | Reporte |
| Fecha       | Hora  |           | Resultado |             | 1     | 2     | 3     | 4     | 5     | Puntuación total | Reporte |
| ----------- | ----- | --------- | --------- | ----------- | ----- | ----- | ----- | ----- | ----- | ---------------- | ------- |
| 19 de junio | 16:00 | Argentina | 3 – 1     | Canadá      | 25-20 | 25-20 | 23-25 | 25-21 | -     | 98 – 86          | P2 P3   |
| 19 de junio | 18:00 | Cuba      | 3 – 2     | Puerto Rico | 25-19 | 23-25 | 29-27 | 23-25 | 16-14 | 116 – 110        | P2 P3   |

#### Semifinales
| Fecha       | Hora  | Partido         | Partido   | Partido   | Sets  | Sets  | Sets  | Sets  | Sets | Puntuación total | Reporte |
| Fecha       | Hora  |                 | Resultado |           | 1     | 2     | 3     | 4     | 5    | Puntuación total | Reporte |
| ----------- | ----- | --------------- | --------- | --------- | ----- | ----- | ----- | ----- | ---- | ---------------- | ------- |
| 20 de junio | 14:30 | Estados Unidos  | 3 – 0     | Cuba      | 25-17 | 25-20 | 25-22 | -     | -    | 75 – 59          | P2 P3   |
| 20 de junio | 19:00 | Rep. Dominicana | 3 – 1     | Argentina | 25-23 | 25-20 | 23-25 | 25-21 | -    | 98 – 89          | P2 P3   |

#### Partido3.ery 4.° puesto
| Fecha       | Hora  | Partido | Partido   | Partido   | Sets  | Sets  | Sets  | Sets | Sets | Puntuación total | Reporte |
| Fecha       | Hora  |         | Resultado |           | 1     | 2     | 3     | 4    | 5    | Puntuación total | Reporte |
| ----------- | ----- | ------- | --------- | --------- | ----- | ----- | ----- | ---- | ---- | ---------------- | ------- |
| 21 de junio | 17:00 | Cuba    | 0 – 3     | Argentina | 23-25 | 23-25 | 20-25 | -    | -    | 66 – 75          | P2 P3   |

#### Final
| Fecha       | Hora  | Partido        | Partido   | Partido         | Sets  | Sets  | Sets  | Sets | Sets | Puntuación total | Reporte |
| Fecha       | Hora  |                | Resultado |                 | 1     | 2     | 3     | 4    | 5    | Puntuación total | Reporte |
| ----------- | ----- | -------------- | --------- | --------------- | ----- | ----- | ----- | ---- | ---- | ---------------- | ------- |
| 21 de junio | 19:00 | Estados Unidos | 3 – 0     | Rep. Dominicana | 25-20 | 25-20 | 25-15 | -    | -    | 75 – 55          | P2 P3   |

## Clasificación final
| Pos.              | Equipo               |
| ----------------- | -------------------- |
| Medalla de oro    | Estados Unidos       |
| Medalla de plata  | República Dominicana |
| Medalla de bronce | Argentina            |
| 4                 | Cuba                 |
| 5                 | Canadá               |
| 6                 | Puerto Rico          |
| 7                 | Brasil               |
| 8                 | Colombia             |
| 9                 | Perú                 |
| 10                | México               |
| 11                | Costa Rica           |
| 12                | Uruguay              |

## Distinciones individuales
Fuente: NORCECA
- Jugadora más valiosa (MVP):  Krista Vansant
- Primera mejor atacante:  Krista Vansant
- Segunda mejor atacante:  Melissa Vargas
- Primer mejor bloqueo:  Alena Rojas
- Segundo mejor bloqueo:  Lucille Charuk
- Mejor servicio:  Melissa Vargas
- Mejor opuesta:  Ángela Leyva
- Mejor defensa:  Brenda Castillo
- Mejor armadora:  Carli Lloyd
- Mejor recepción:  Brenda Castillo
- Mejor libero:  Brenda Castillo
- Mayor anotadora:  Melissa Vargas